# Terremoto dell'Irpinia e Basilicata del 1694
Il terremoto dell'Irpinia e Basilicata del 1694 colpì gran parte dell'Italia meridionale: circa 9.500 km² tra le province di Avellino e Potenza. Tra i comuni più colpiti vi furono Sant'Angelo dei Lombardi, Lioni, Conza della Campania, Muro Lucano, San Fele, Calitri, Bisaccia e Picerno.
Il sisma di magnitudo 6,87 si verificò alle ore 18:45 dell'8 settembre 1694, e durò circa un minuto causando circa 6.000 morti. A Napoli si verificò anche uno tsunami.